# Goreia
Ilha de Goreia ou Ilha de Gorée, localiza-se ao largo da costa do Senegal, em frente a Dacar, na África Ocidental. É um símbolo do tráfico negreiro.

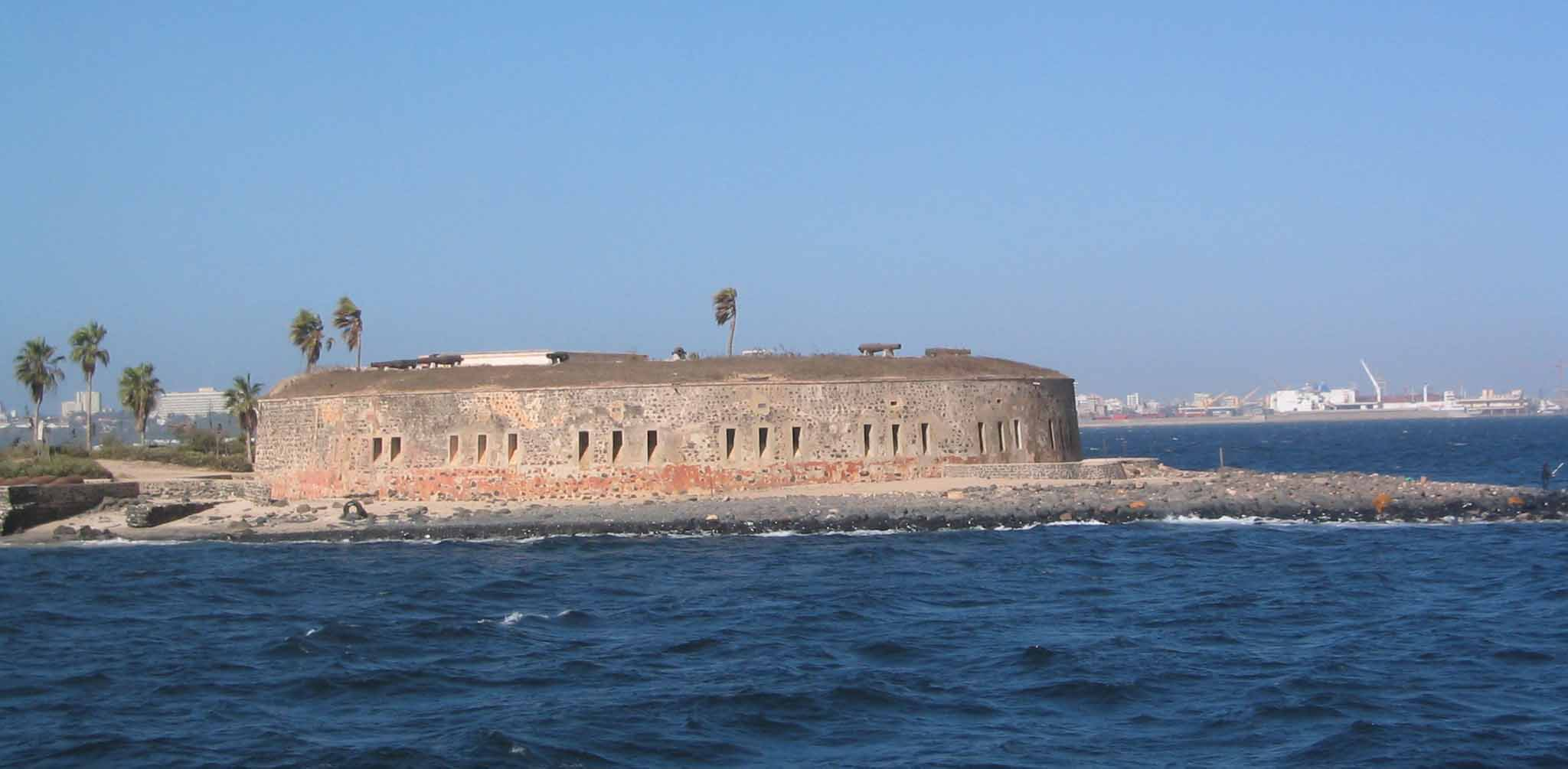
Ilha de Goreia: Forte d'Estrées, atual Museu Histórico do Senegal

Foi, entre os séculos XV e XIX, um dos maiores centros de comércio de escravos do continente, a partir de uma feitoria fundada pelos portugueses. Esse entreposto foi, ao longo dos séculos, conquistado e administrado por neerlandeses, ingleses e franceses.
A sua arquitetura é caracterizada pelo contraste entre as sombrias casernas dos escravos e as elegantes mansões dos seus mercadores. Goreia, classificada em 1978 como Patrimônio da Humanidade é um símbolo da exploração humana e uma escola para as gerações atuais, com grande importância para a Diáspora africana.